# Schmogrow-Fehrow
Schmogrow-Fehrow (em baixo sorábio: Smogorjow-Prjawoz) é um município da Alemanha, situado no distrito de Spree-Neiße, no estado de Brandemburgo. Tem 30,11 km² de área, e sua população em 2019 foi estimada em 812 habitantes.